# Caballo Loco

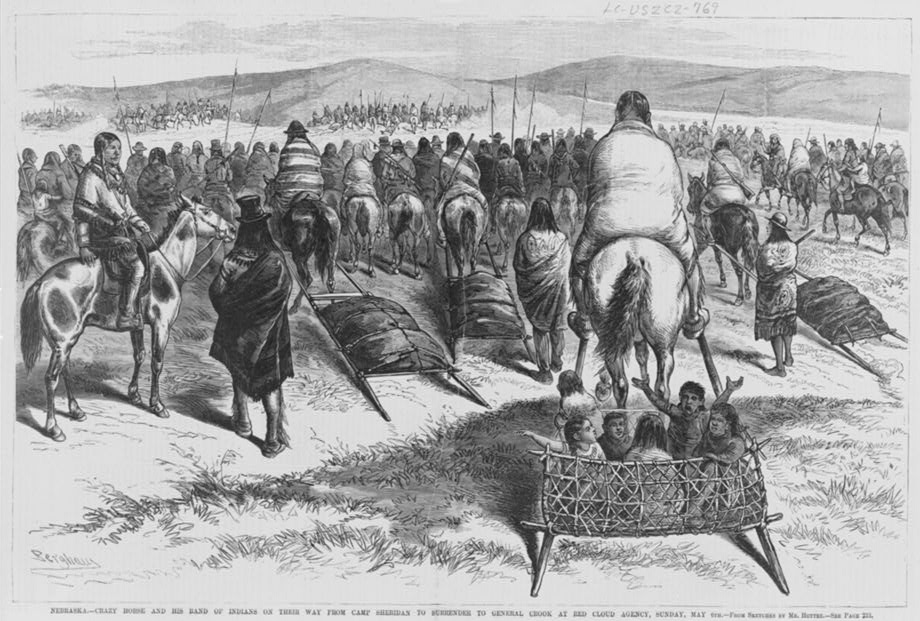
Caballo Loco y su tropa en camino a Camp Sheridan para rendirse ante el General Crook en Red Cloud Agency, 6 de mayo de 1877. Berghavy; Sketch.

Tasunka Witko (pronunciado tashunka witko,  literalmente ‘Su caballo está loco’ en lengua siux o ‘Caballo Loco’ en su traducción del inglés Crazy Horse; c. 1840-5 de septiembre de 1877) era el jefe de los siux oglala, una tribu indígena de América del Norte notable por el valor de sus guerreros en las batallas. Reconocido por su propio pueblo como un dirigente visionario comprometido con la preservación de las tradiciones y los valores siux, indujo a su pueblo a una guerra contra los blancos para recuperar sus tierras.
Su nombre, Caballo Loco, le fue dado por soñar con un caballo salvaje.[cita requerida]
Cuando los colonos y el ejército de Estados Unidos se lanzaron a la invasión del territorio indígena en las llanuras centrales, Caballo Loco, junto con Toro Sentado y Nube Roja, formó una alianza con otros pueblos nativos para combatir a los invasores estadounidenses. Dotado de gran capacidad táctica y destreza en el combate, infligió una dura derrota a los soldados estadounidenses en la denominada masacre de Fetterman (1866). La presión de los colonos (buscadores de oro, cazadores de búfalos) y los constantes enfrentamientos que provocaron con los indígenas, indujeron al Gobierno de Estados Unidos a firmar un tratado de paz (Tratado del fuerte Laramie en 1868), por el que asignaba a lakotas y cheyenes terrenos propios bajo su jurisdicción autónoma. Sin embargo, Caballo Loco no aceptó el acuerdo, marchando con su pueblo fuera de la gran reserva sioux fijada por el gobierno.
Para someter a este y otros pueblos situados fuera de los límites, el gobierno emprendió una amplia campaña militar en 1876, en la que se produjeron las victorias indígenas de Rosebud River y Little Bighorn (1876), en la que moriría el famoso general Custer. La presión del ejército estadounidense obligó a Caballo Loco a rendirse, siendo confinado en Fort Robinson. A las pocas semanas, el 5 de septiembre de 1877, murió asesinado a bayonetazos.

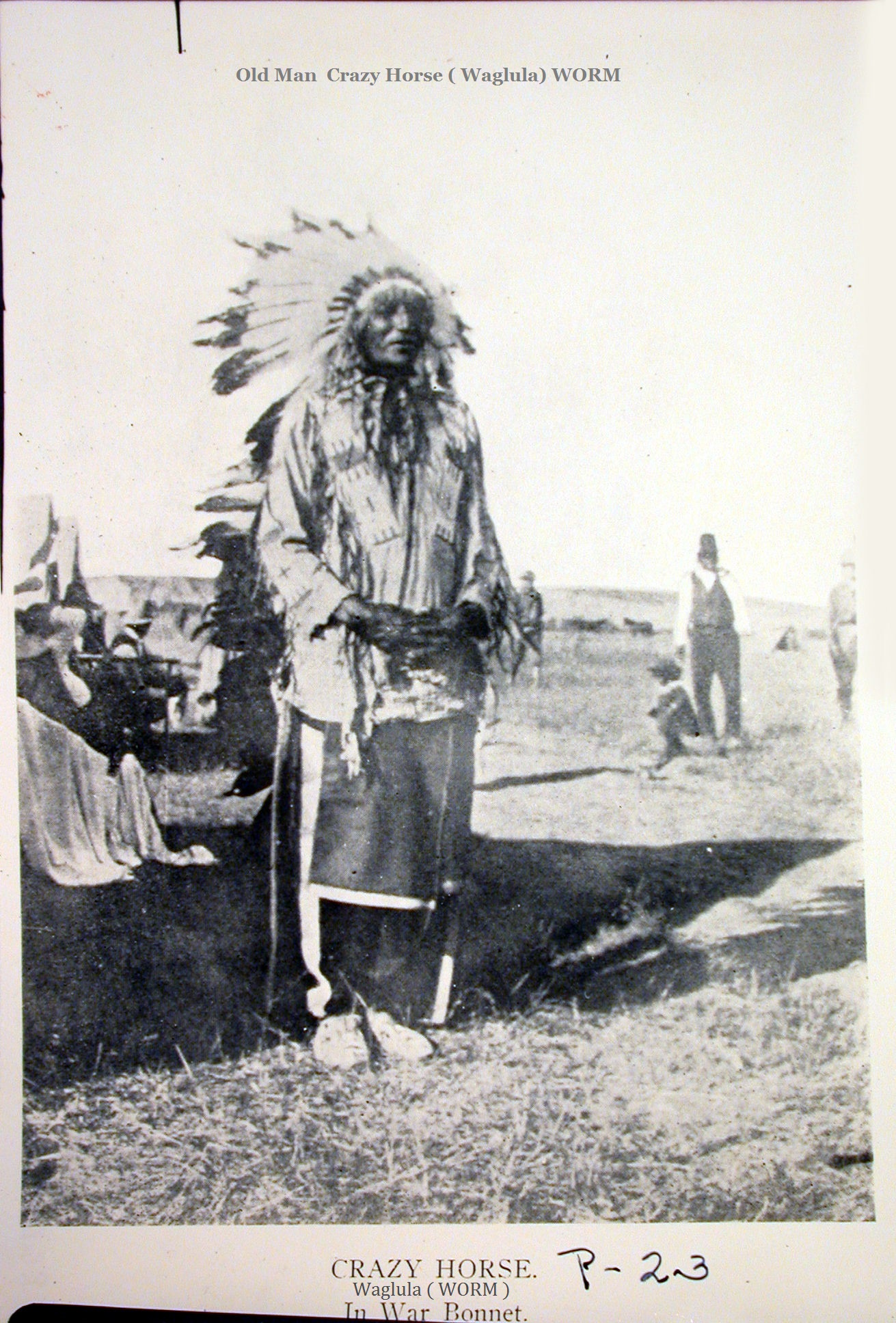
Caballo Loco padre, tocayo de su hijo, con atuendo de guerra.
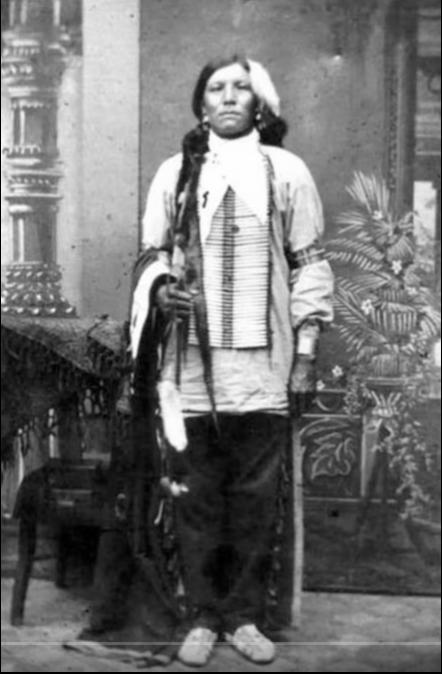
Caballo Loco, supuesto retrato aunque se duda de tal identidad.
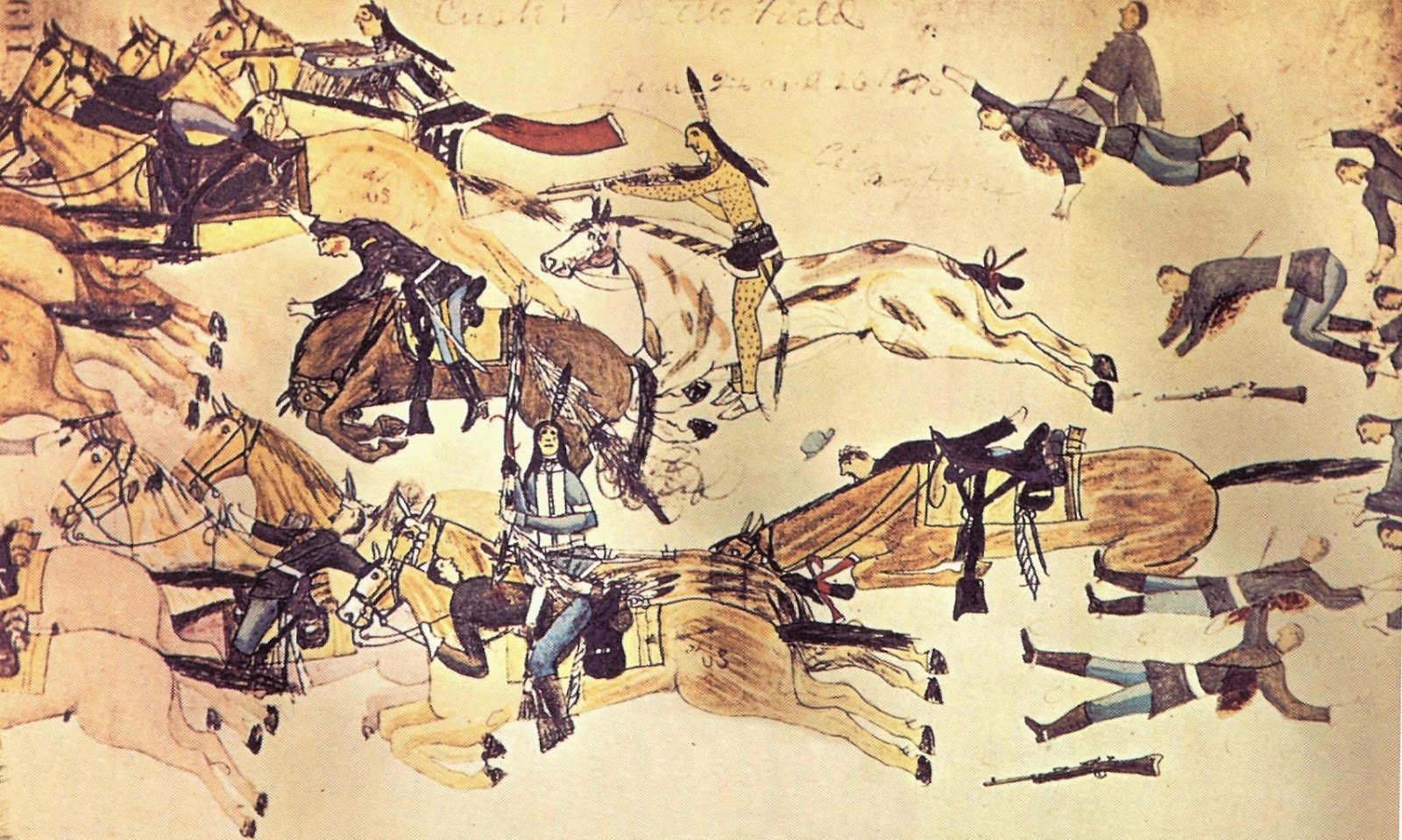
Batalla de Little Bighorn según el dibujante nativo Amos Bad Heart Bull.